# Jagadish Pradhan
Jagadish Pradhan – nepalski sztangista, olimpijczyk, uczestnik LIO 1984.
Podczas Letnich Igrzysk Olimpijskich 1984 startował w kategorii do 56 kilogramów. Wówczas w rwaniu dwie próby na 87,5 i 92,5 kilograma miał udane, natomiast próbę na 97,5 kilogramów spalił. Rwanie zakończył na 16. miejscu. W podrzucie pierwszą próbę na 110 kilogramów miał udaną, następną na 117,5 kilograma miał nieudaną, natomiast trzecią na 117,5 kilograma zaliczył. Podrzut zakończył na 15. miejscu, i z wynikiem 210 kilogramów w dwuboju zajął 14. miejsce wyprzedzając jednego sklasyfikowanego i pięciu niesklasyfikowanych zawodników.